# Pôle France féminin de football
Ne doit pas être confondu avec l'INF Clairefontaine, centre de préformation français spécialisé de football pour les garçons de 13 à 15 ans.
Le Pôle France féminin de football, autrefois appelé le CNFE Clairefontaine (Centre national de formation et d'entraînement de Clairefontaine), est un centre de formation français spécialisé dans le football féminin, ouvert en 1998 et administré par la Fédération française de football.
Le pôle est situé à Clairefontaine-en-Yvelines et accueille chaque année une vingtaine de joueuses, âgées de 15 à 17 ans, originaires de la Ligue de Paris-Île-de-France de football. Avant 2021, la sélection des joueuses était faite au niveau nationale.
Les filles du CNFE Clairefontaine ont évolué en première division durant cinq saisons, entre 2002 et 2007.

## Histoire
Créée en 1998 à l'initiative d'Aimé Jacquet, le Centre national de formation et d'entraînement rassemble au centre national les meilleures espoirs des clubs féminins français. Ces joueuses, qui sont internationales −16 ans, −17 ans, −18 ans ou Espoirs, sont détachées pour quelques saisons par leur club d'origine et profitent des structures fédérales pour peaufiner leur fin de formation. À l'issue de ce passage par Clairefontaine, les joueuses rejoignent le club de leur choix.
Afin de faire évoluer au maximum les jeunes pousses françaises, la Fédération française de football fait participer le CNFE en première division entre 2002 et 2007.
Après 2007, les joueuses étant formées au CNFE sont désormais détachées auprès de leur club d'origine pour les matchs de championnat lors des week-ends.
À la rentrée 2014, le Pôle déménage à l'INSEP.
Les jeunes filles peuvent désormais s’entraîner huit fois par semaine, au lieu de cinq lorsqu'elles étaient à Clairefontaine. De plus, l'INSEP leur permet d'avoir l'ensemble des services sur place, études, entraînements, repas, alors qu'elle devait précédemment suivre les cours dans un lycée public à Rambouillet à 8 kilomètres des terrains de Clairefontaine,.
Ce déménagement aurait notamment été précipité par le licenciement d'une entraîneuse du centre en 2013 pour avoir eu des relations intimes avec plusieurs joueuses, comme le révèle François Blaquart, DTN de l'époque, dans une enquête de L'Équipe publiée en décembre 2020. 
Depuis la rentrée 2021, le CNFE est retourné s'établir à Clairefontaine.

## Bilan saison par saison
Le tableau suivant retrace le parcours du club lors de son passage en première division entre 2002 et 2007.
| Édition   | Division 1 |
| 2002-2003 | 5e         |
| 2003-2004 | 5e         |
| 2004-2005 | 6e         |
| 2005-2006 | 5e         |
| 2006-2007 | 5e         |

## Personnalités

### Joueuses passées par le centre
| - Alexandra Guiné - Amandine Henry - Anne-Laure Casseleux - Bérangère Sapowicz - Camille Abily - Caroline Pizzala - Charlotte Bilbault - Charlotte Lozé - Élise Bussaglia - Élodie Thomis - Eugénie Le Sommer - Félicité Hamidouche | - Hoda Lattaf - Jennifer Moresco - Jessica Houara-d'Hommeaux - Julie Soyer - Karima Benameur - Laëtitia Stribick - Laura Georges - Laure Boulleau - Laure Lepailleur - Louisa Necib - Ludivine Diguelman | - Marie-Ange Kramo - Nonna Debonne - Nora Coton-Pélagie - Ophélie Meilleroux - Peggy Provost - Sabrina Delannoy - Sandrine Dusang - Sarah Bouhaddi - Sonia Bompastor - Véronique Pons - Zohra Ayachi - Aude Moreau |

### Responsables du pôle
- Gérard Prêcheur (2000-2004, 2010-2014)
- Didier Christophe (2014-2016)[6]
- Didier Brasse (2016-2020)[7]
- Philippe Bretaud (depuis 2020)[8]